# Fata Morgana
|  | Per a altres significats, vegeu «Fata Morgana (desambiguació)». |

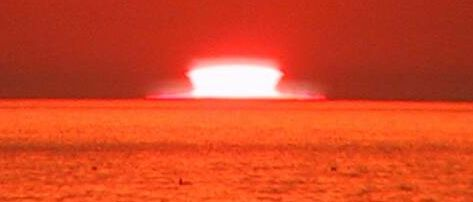
Miratge superior, a la sortida del sol, apareixent aquest per sobre de la posició real del mateix.

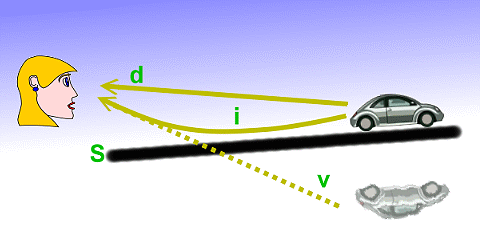
Esquema d'un miratge inferior, l'oposat del que propicia una fata morgana.

Una fata Morgana (derivat de Morgan le Fay, la fada de forma canviant i germanastra del rei Artús) és un fenomen òptic que distorsiona la percepció dels elements d'un paisatge en l'horitzó i està conformat per un conjunt de miratges diversos en un context atmosfèric caracteritzat per una o més inversions tèrmiques i alhora tot essent, com a mínim un de tals miratges, de tipus superior, és a dir, un miratge en el qual, el reflex invertit dels elements afectats s'observa per damunt de la posició real. El caràcter múltiple del miratge de tipus "fata morgana" implica que s'hi sobreposin diferents encreuaments de les línies de visió i tot el conjunt quedi sovint del tot distorsionat i gairebé irrecognoscible. El paisatge afectat per una fata morgana en molts casos sol canviar amb rapidesa en correlació amb els subtils canvis de densitat de l'aire en cada capa, del gruix de la capa i de les variacions subtils en el nivell d'inversió. Aquests canvis encara tendeixen a fer augmentar la sensació de la connotació màgica que se li atribuïa antigament. Els objectes de l'horitzó, com ara illes, penya-segats, vaixells o icebergs, afectats per les intenses refraccions vinculades al fenomen, apareixen en molts casos allargats i més elevats, com castells de contes de fades, però alhora prenen aspecte aixafat quan la linia de visió que els ullpren creua el nivell d'inversió superior que afecta delimita el fenomen.
L'existència d'una inversió tèrmica -una capa d'aire fred situada al dessota d'una altra de més càlida- és una condició necessària per a l'esdeveniment d'un miratge superior. Tanmateix, calen altres condicionants per tal que el fenomen resulti ostensible en relació amb els elements del paisatge. La distància i la transparència atmosfèrica. Un objecte molt proper no serà mai afectat per un miratge atmosfèric perquè no hi ha prou espai perque la refracció doblegui ostensiblement els feixos de llum incident de cada part. I pel que fa als elements o relleus distants, la transparència és requerida en tant que son els més distants els més afectats per la refracció i per més possibles inversions en el recorregut de la llum. Només situacions atmosfèriques amb refraccions molt acusades afecten elements relativament propers però sovint en situacions d'inversió tèrmica, la transparència sota la capa d'inversió moltes vegades no sol ser pas suficient per percebre'ls, excepte per exemple el sol, el qual gràcies a la llum, permet veure'l -si no hi ha núvols prou opacs- en un rang molt més gran d'índex de transparència. Tanmateix, no s'aplica el terme fata morgana, als miratges quan afecten el sol.
Situacions que afavoreixen les inversions tèrmiques, eventualment els miratges superiors i més rarament les Fata morgana poden esdevenir-se en diverses circumstàncies i hi solen concórrer indirectament factors geogràfics. Així, per exemple, poden esdevenir-se sobre terra més sovint als matins, després d'una nit freda, la qual ha propiciat la radiació de la calor cap a l'espai, especialment sobre els fons de valls, on l'aire tendeix a estratificar-se. Sobre el mar, grans llacs i oceans tals fenòmens son més comuns a l'hivern i a la primavera, en situacions meteorològiques d'advecció d'aire càlid sobre una capa d'aire a menor temperatura en contacte amb la superficie del mar en comparació més freda. En àrees àrtiques, al final dels hiverns o principi de les estacions primaverals, quan la mar encara és coberta de glaç i hi ha estabilitat atmosfèrica, els miratges superiors arriben a ser fins i tot força comuns.
Com a referències històriques, el primer esment que es fa de les fata morgana apareix l'any 1818, quan es parla d'un miratge que és vist a l'estret de Messina, entre Calàbria i Sicília; tot i que no és clar si el fenomen resultava ben bé sempre una fata morgana o eren miratges simples, inferiors o superiors. Nogensmenys, en altres parts del Mediterrani, són també vistos i ocasionalment se'n reporten, com ara els que afecten el perfil de l'illa de Mallorca vista des de relleus de Catalunya.

## Observació

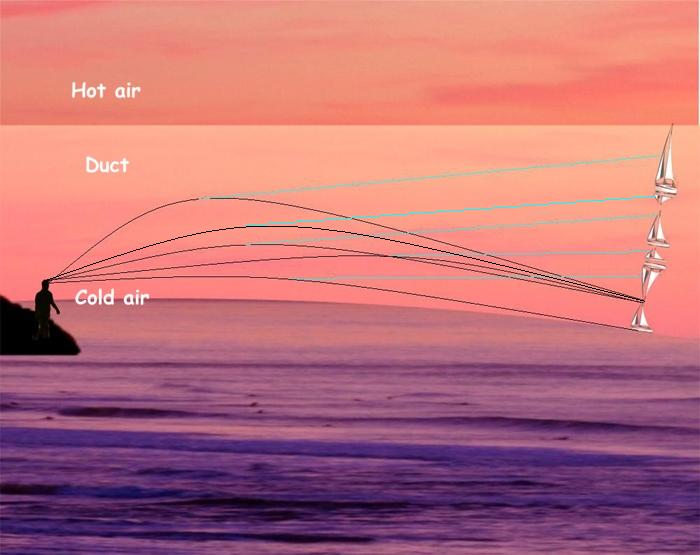
Diagrama d'una fata morgana

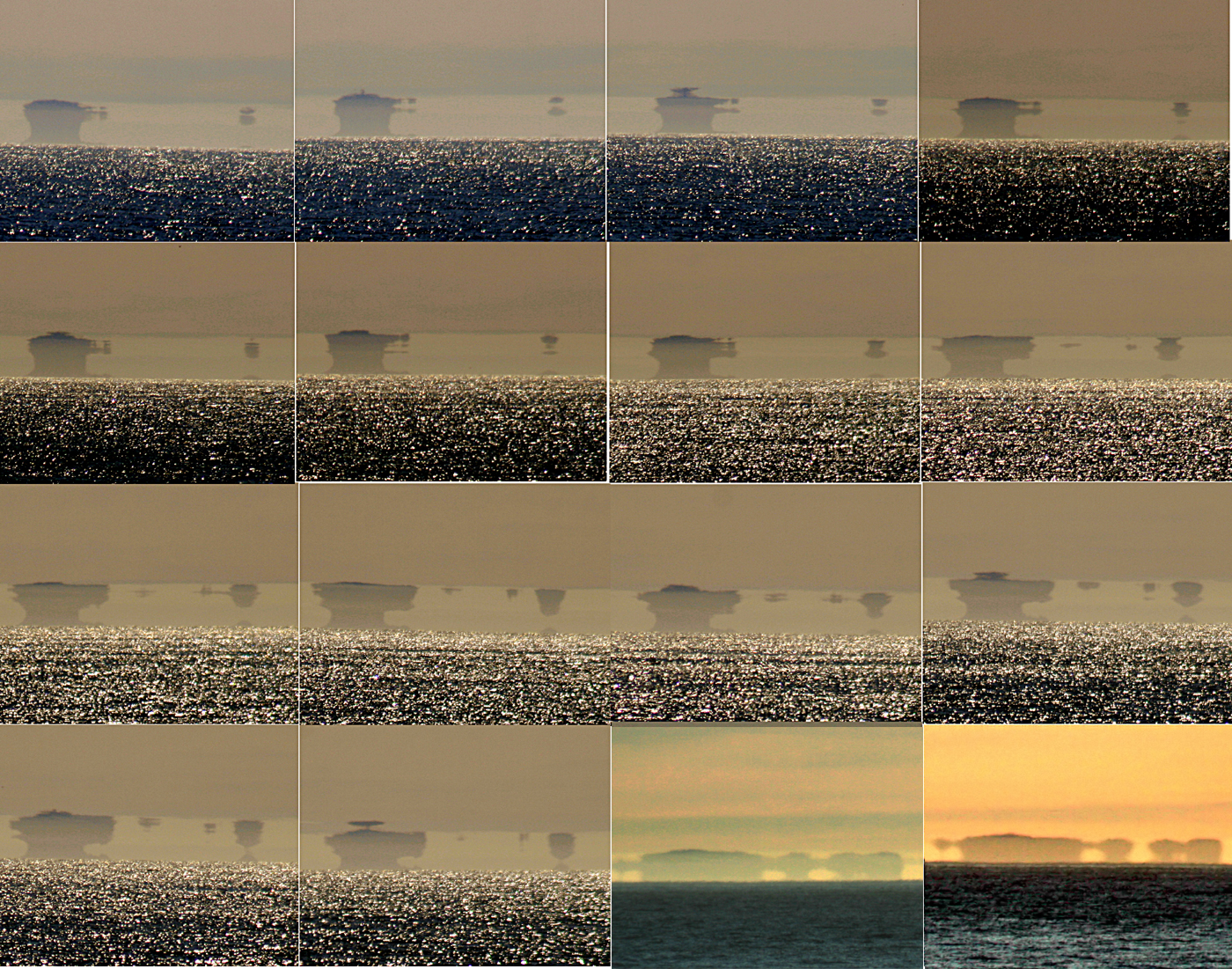
Seqüència de fata morgana a les Illes Farallon vistes des de San Francisco

Per a generar miratges de tipus superior, la inversió tèrmica cal ser prou forta perquè la curvatura dels raigs de llum dins la capa d'inversió sigui més acusada que la corvatura de la Terra. Sota aquestes condicions, els raigs es dobleguen i creen arcs. Un observador necessita estar dins o per sota d'un ducte atmosfèric per a poder veure una fata morgana.
Una fata morgana o bé els miratges que les propicien es pot observar en qualsevol altitud de l'atmosfera terrestre, si bé són les cotes més baixes aquelles que l'acusen més sense necessitat de molta distància ni de tanta transparència alhora requerida. Des dels avions en vols comercials tals fenòmens poden ser testificats, afavorits pel gran rang de visibilitat que sol ofererir l'aire a tals alçades.